# ندوة الرفاعي
ندوة الرفاعي أو صالون الرفاعي هو لقاء أسبوعي كان يعقد في منزل الأستاذ عبدالعزيز الرفاعي في مدينة الرياض منذ عام 1380هـ حتى وفاته عام 1414هـ .

## سبب نشأة الندوة
ذكر الأديب عن سبب نشأتها أنها بدأت عفوية بتحديد يوم ليستقبل فيه اصدقاءه ومحبيه وكان أن حدد لهم يوم الخميس من كل أسبوع ولكن مع مرور الزمن وكثرة مرتاديها وغلبة الجانب الثقافي والأدبي منه لخاصة تحولت الى ندوة أدبية.

## أبرز روادها
الشاعر ماجد الحسيني و هو من أوائل رواد هذه الندوة، عبدالرحمن بن فيصل المعمر، أحمد خالد البدلي، علي العمير، علي بخش، علي فدعق، أحمد عمر عباس، أحمد باشماخ، أنور العطار، عائض الردادي، حمد الجاسر، أبو الحسن الندوي، الشاعر القروي، عمر البهاء الأميري، عبدالعزيز السالم، تركي بن خالد السديري، محمد عبده يماني، محمد أسد، أحمد الحضراني، عبدالرحمن يحيى حميد الدين، الحاج أمين الحسيني، حسن خالد (مفتي لبنان)، محمد محمد حسين، علي عبدالواحد وافي، أحمد عبدالغفور عطار، شوقي ضيف، مصطفى الزرقاء، بدوي طبانه، عبدالقدوس أبو صالح، يوسف عز الدين، عبدالله العلايلي، أحمد بن علي المبارك، أحمد الشامي، أحمد شرف الدين، محمود سفر، راشد المبارك، عبدالله بالخير، عامر العقاد، محمد علي الهاشمي، إبراهيم الحضراني، زهير السباعي، معروف الدواليبي، محمد عبدالمنعم خفاجي، إبراهيم الوزير، يحيى المعلمي، محمد علي السنوسي، عزيز ضياء، محمد بن سعد ابن حسين، عبدالعزيز خوجه، عبدالله بامقدم، أحمد باعطب، رفيق النيتشه، علي الخضيري، عبدالعزيز الثنيان، موسى أبو السعود، حيدر الغدير، أحمد باجنيد، منصور العمرو، عبدالعزيز الربيعي، محمود بايللي، مطيع النونو، زكي قنصل، أحمد الخاني، محمود بعاج، زاهر الألمعي، علي أحمد النعمي، عبدالجواد طائل، عبدالله الشيخ المحفوظ بن بيه، حسين جبران الكريري، محمد حسن العمري، عبدالرحمن ححميدة، أحمد حسن فرحات، أسعد طرابزوني الحسيني، عبدالله الجبوري، ظهور أحمد أظهر، علي شواخ إسحاق، محمد بن عبدالله الحمدان، عبداللطيف ملين، صالح مهدي السامرائي، عثمان الصالح، هزاع الشمري، ناصر الدين الأسد، محمود محمد شاكر، عبدالكريم يونس الخطيب، فؤاد سيزكين، المهدي بن عبود، عدنان النحوي، عبدالله عسيلان، أبو عبدالرحمن بن عثيل الظاهري، عبدالرحمن السويداء ، وغيرهم كثير.

## موضوعها
لم يحدد للندوة موضوع معين وانما تأتي عفوية غير أن الموضوع إذا طُرح استأثر سأغلب الوقت وأحيانا يكون هناك ضيف زائر فيُعطى الفرصة للكلام عن الاتجاه المعروف به، ويعقب ذلك الأسئلة فالحوار والتعليق.
وقد خصص ساحب الندوة الثلث الأخير من وقت الندوة للشعر حيث يدعوا الشعراء لإلقاء قصائدهم وهذا هو الثابت في كل ندوة أما ماعدا ذلك فهو بحسب الظروف.